# Aileen de Graaf
Aileen de Graaf (* 25. April 1990 in Bunschoten) ist eine niederländische Dartspielerin.

## Karriere
Aileen de Graaf begann ihre Profidartkarriere im März 2011 bei der British Darts Organisation (BDO). Bei ihrem ersten großen Turnier, den Hal Open, zog de Graaf ins Achtelfinale ein. Wenig später zog sie bei den German Open in ihr erstes Halbfinale ein, welches sie mit 0:2 gegen Lorraine Farlam verlor.
Im September spielte de Graaf das Qualifikationsturnier für die kommende Weltmeisterschaft, verpasste allerdings die Teilnahme an der Endrunde. Im Dezember 2011 nahm de Graaf allerdings zum ersten Mal an den Zuiderduin Masters teil. In ihrer Gruppe mit Landsfrau Tamara Schuur und der Deutschen Irina Armstrong setzte sich de Graaf relativ ungefährdet durch und zog damit ins Finale ein. Gegen Deta Hedman verlor de Graaf jedoch mit 0:2 in Sätzen, wodurch Hedman ihren ersten Majortitel einfahren konnte.
Im darauffolgenden Jahr 2012 kam de Graaf bei den Dutch Open und den German Open ins Halbfinale und zog bei den French Open ins Finale ein. Dieses verlor sie gegen Irina Armstrong mit 2:4. Eine Woche später scheiterte de Graaf erneut knapp an der Qualifikation für die Weltmeisterschaft.
Wieder eine Woche später spielte de Graaf erstmals das World Masters. Nach vier gewonnenen Spielen unterlag sie im Achtelfinale mit 2:4 Deta Hedman, welche noch ins Finale einziehen sollte. Im November 2012 gewann de Graaf dann ihr erstes BDO/WDF-Turnier. Im Finale des Sunparks Masters gewann sie gegen Floortje van Zanten.
Beim Zuiderduin Masters spielte de Graaf erneut eine fast makellose Gruppenphase und zog an Lorraine Farlam und Irina Armstrong vorbei ins Finale ein. Dieses Mal gewann sie einen Satz, unterlag aber trotzdem ihrer Gegnerin Anastassija Dobromyslowa mit 1:2.
2013 begann erneut gut für de Graaf. Bei den Welsh Open im Mai errang sie ihren zweiten Titel, indem sie mit 5:1 über Julie Gore siegte. Beim World Masters im Oktober schlug de Graaf im Viertelfinale die Rekordweltmeisterin Trina Gulliver, scheiterte dafür im Halbfinale an Rachel Brooks.
Vier Finals kamen im Jahr 2013 noch hinzu, unter anderem beim Zuiderduin Masters, nachdem sie in der Gruppenphase äußerst knapp nach einer Niederlage gegen Sharon Prins und einem Sieg über Trina Gulliver ins Endspiel eingezogen war. Dieses Mal behauptete sich die Niederländerin aber gegen Anastassija Dobromyslowa mit 2:0 und errang damit ihren ersten Majortitel.
Mit dieser Leistung spielte sich de Graaf in die Top 8 der BDO-Weltrangliste und war damit erstmals Teil der BDO World Darts Championship 2014. Als Siebtgesetzte traf sie in Runde eins auf Lisa Ashton, welche mit 1:2 gewann und später ihren ersten Weltmeistertitel erringen konnte.
Im Februar 2014 gewann de Graaf die Dutch Open. Nach Siegen über Fallon Sherrock und Zoe Jones gewann sie mit 5:4 knapp gegen Anastassija Dobromyslowa. Bei der BDO World Trophy eine Woche später gewann de Graaf ihr Erstrundenmatch gegen Rachna David mit 4:2, schied dann jedoch mit 4:5 gegen Fallon Sherrock im Viertelfinale aus.
Über den Sommer 2014 spielte sich de Graaf in fünf Finals, von denen sie ganze vier gewinnen konnte. Bei den Polish Open gewann sie mit 5:2 gegen die Dänin Ann-Louise Peters. Das Police Masters sicherte sich de Graaf ebenfalls mit einem 5:2-Finalsieg, diesmal gegen die Finnin Lumi Silvan. Einen 2:0-Finalsieg in Sätzen errang sie bei den Swiss Open gegen Deta Hedman. Bei den England Open verlor de Graaf knapp mit 3:4 gegen Anastassija Dobromyslowa. Mit 2:0 in Sätzen siegte sie dann allerdings wieder bei den Belgium Open gegen Zoe Jones.
Im September 2014 nahm de Graaf erstmals beim WDF Europe Cup teil. Im Einzel erreichte sie das Achtelfinale, wo sie mit 3:4 gegen Lorraine Winstanley verlor. Im Doppel spielte sie sich zusammen mit Anneke Kuijten bis ins Finale, wo sie mit 5:6 knapp an den Deutschen Irina Armstrong und Anne Willkomm scheiterten. Auch im Teamwettbewerb kam die Niederlande ins Finale. Hier unterlagen sie jedoch den Engländerinnen.
Beim World Masters schied de Graaf im Halbfinale nach einer 2:4-Niederlage gegen Anastassija Dobromyslowa aus. Im November gewann sie die Czech Open und das Sunparks Masters. Beim Zuiderduin Masters stand de Graaf zum vierten Mal in Folge im Finale. Nach zwei 4:3-Erfolgen gegen Fallon Sherrock und Sharon Prins unterlag sie auch hier mit 1:2 Anastassija Dobromyslowa.
Nach ihrem hervorragenden Jahr war de Graaf bei der BDO World Darts Championship 2015 an Position 3 gesetzt. Erstmals gewann sie auch ein WM-Spiel, indem sie mit 2:0 gegen Paula Jacklin gewann. Im Viertelfinale verlor sie jedoch mit 1:2 gegen Fallon Sherrock.
Ihren Titel bei den Dutch Open konnte de Graaf 2015 erfolgreich verteidigen. Mit 5:2 gewann sie das Finale gegen Deta Hedman. Bei der BDO World Trophy im März gewann de Graaf ihr Erstrundenmatch gegen Ann-Louise Peters. Im Viertelfinale scheiterte sie jedoch auch hier an Fallon Sherrock.
Eine Woche später gewann de Graaf die Isle of Man Open mit 5:3 im Finale gegen Lisa Ashton. Im selben Monat siegte sie auch bei den Hal Open nach Finalerfolg über Fallon Sherrock. Im Mai folgten Titel bei den Denmark Open und der Münsterland Trophy sowie ein Finale beim Münsterland Classic. Im September erreichte sie das Finale beim England Masters und den Luxemburg Open.
Beim World Masters 2015 gewann de Graaf nacheinander gegen Jill Desmedt, Josie Paterson, Tina Neylon, Lorraine Burn, Jackie O’Neill, Anastassija Dobromyslowa und Deta Hedman und traf im Finale auf Lisa Ashton. Dieses gewann sie mit 5:4 und erspielte sich damit ihren zweiten Majortitel und ihren ersten Titel bei diesem traditionsreichen Turnier.
Im November 2015 gewann de Graaf außerdem die Czech Open und stand im Finale des Sunparks Masters. Beim Finder Darts Masters scheiterte sie erstmals in der Gruppenphase. Sie gewann zwar gegen Trina Gulliver, verlor dann aber mit 3:4 gegen Fallon Sherrock und blieb somit Gruppenzweite.
Als Viertgesetzte ging de Graaf in die BDO World Darts Championship 2016. Mit 2:0 siegte sie in Runde eins über Casey Gallagher und gewann auch das Viertelfinale mit 2:1 gegen Anca Zijlstra. In ihrem ersten WM-Halbfinale jedoch unterlag sie Trina Gulliver mit 1:2.
2016 spielte de Graaf ein vergleichsweise schwächeres Jahr. Im März verlor sie das Hal-Masters- und Hal-Open-Finale gegen Lisa Ashton. Beim Masters of Waregem verlor sie das Endspiel gegen Deta Hedman.
Am dritten Aprilwochenende gelang ihr der Doppeltitel aus German Open und German Masters gegen Anastassija Dobromyslowa und Deta Hedman. Im April verlor sie bei den Denmark Open im Finale gegen letztere. Im Mai verlor sie Polish Open und Police Masters die Finals ebenfalls gegen Hedman.
Ende Mai spielte de Graaf die BDO World Trophy. Nach einem Sieg über Laura Turner verlor sie mit 2:5 gegen Anastassija Dobromyslowa. Im Juni stand sie im Finale der Swiss Open und der England Open. Dafür gewann sie im August die Belgium Open.
Beim WDF Europe Cup 2016 verlor de Graaf im Einzelviertelfinale mit 2:5 gegen Fallon Sherrock. Im Team ging es für de Graaf ins Finale, wo man wie zwei Jahre zuvor England unterlag. Im Oktober gewann sie Turkish Masters und Turkish Open im Doppelpack und kam einen Monat später bei den Czech Open ins Finale.
Beim World Masters war de Graaf im Viertelfinale gesetzt. Dieses verlor sie jedoch mit 0:4 gegen Trina Gulliver. Beim Finder Darts Masters kam de Graaf nach einjähriger Abstinenz wieder ins Finale. Zunächst setzte sie sich in ihrer Gruppe gegen Fallon Sherrock und Lisa Ashton durch, verlor dann aber mit 1:2 gegen Anastassija Dobromyslowa.
Als Drittgesetzte ging de Graaf wieder in die BDO World Darts Championship 2017. In Runde eins gewann sie mit 2:0 gegen Rachel Brooks und schlug im Viertelfinale auch Trina Gulliver mit 2:0. Im Halbfinale war es dann jedoch de Graaf selbst, welche gegen Lisa Ashton keinen Satz gewinnen konnte.
Im Jahr 2017 verteidigte de Graaf ihren Titel bei den Polish Open und stand bis dahin schon in fünf Finals bei der BDO. Bei der BDO World Trophy gewann de Graaf das Erstrundenmatch gegen Lindsey Ashton mit 4:1. im Viertelfinale setzte sie sich gegen Rhian Griffiths durch und gewann auch das Halbfinale mit drei Legs Vorsprung vor Anca Zijlstra. Im Finale konnte de Graaf dann mit 6:2 gegen Anastassija Dobromyslowa damit ihren dritten Majortitel einfahren.
Auch bei den Belgium Open konnte de Graaf ihren Titel verteidigen. Außerdem gewann sie erstmals das British Classic mit 5:4 im Finale gegen Corrine Hammond. Beim World Masters verlor de Graaf erneut ihr erstes Match, diesmal gegen Tricia Wright. Beim WDF World Cup 2017 kam de Graaf im Einzel bis ins Halbfinale, welches sie mit 1:6 gegen Sharon Prins verlor. Dafür gewann sie mit ihren Partnerinnen den Teamwettbewerb gegen die Schwedinnen mit 9:6.
Sowohl bei den Turkish Masters als auch den Turkish Open konnte sie den Titel verteidigen. Außerdem gewann sie zum zweiten Mal das Finder Darts Masters, nachdem sie gegen Lorraine Winstanley, Anastassija Dobromyslowa und im Finale Deta Hedman gewann.
Bei der BDO World Darts Championship 2018 siegte sie in der ersten Runde mit 2:0 gegen Paula Jacklin, schied dann aber mit 0:2 gegen Trina Gulliver aus.
2018 gewann de Graaf die German Open, das German Masters und die Denmark Open. Bis zur BDO World Trophy erreichte sie noch drei weitere Finals, unter anderem bei den Dutch Open. Bei der World Trophy selbst verlor sie jedoch direkt ihr erstes Spiel gegen Maria O’Brien.
Bei den England Open 2018 kam de Graaf ins Finale, ebenso bei den Swedish Open. Das Turkish Masters gewann de Graaf zum dritten Mal in Folge. Den Turkish-Open-Titel musste sie jedoch im Finale an Lisa Ashton abgeben. Das World Masters 2018 endete in der ersten Runde für de Graaf. Beim letzten Finder Darts Masters gewann de Graaf ihr erstes Spiel gegen Sharon Prins, verlor dann aber mit 3:4 gegen Ashton und schied somit als Gruppenzweite aus.
Bei der BDO World Darts Championship 2019 gewann de Graaf zum dritten Mal und zum zweiten Mal in Folge mit 2:0 gegen Paula Jacklin. Im Viertelfinale schied sie allerdings gegen Anastassija Dobromyslowa mit 0:2 aus.
Direkt danach siegte de Graaf bei den Romanian Open. Bei den Dutch Open kam sie erneut ins Finale. Im April gewann sie die German Open gegen Fallon Sherrock im Finale. Im August 2019 siegte sie ebenfalls bei den Belgium Open und nahm daraufhin an der letzten BDO World Trophy teil. Nach einem 4:0-Sieg über Priscilla Steenbergen und einem 4:2-Erfolg über Mikuru Suzuki verlor sie das Halbfinale knapp mit 4:5 gegen Lisa Ashton.
Beim World Masters 2019 scheiterte de Graaf im Achtelfinale an Corrine Hammond. Bei der letzten BDO World Darts Championship 2020 zog de Graaf nach einem 2:1-Sieg über Kirsty Hutchinson noch einmal ins Viertelfinale ein, welches sie mit 1:2 gegen Beau Greaves verlor.
Im Februar 2020 gewann de Graaf zum dritten Mal die Dutch Open, indem sie im Finale Anca Zijlstra mit 5:2 schlug. Die COVID-19-Pandemie unterbrach dann jedoch für längere Zeit den Turnierkalender der Damen und beendete außerdem die Geschichte der BDO.
De Graaf spielte daraufhin im Oktober 2020 die PDC Women’s Series, wo sie beim zweiten Turnier bis ins Finale vorzog. Hier verlor sie aber gegen Deta Hedman gegen 5:6. Tags darauf kam sie noch einmal ins Viertelfinale und schloss die PDC Women’s Series Order of Merit 2020 auf Platz fünf ab.
Ende 2021 begann die WDF damit, wieder vermehrt Turniere auszutragen. Dabei gelang es de Graaf direkt mit den Catalonian Open, ein Turnier zu gewinnen. Auch die FCD Anniversary Open am Tag darauf entschied de Graaf für sich. Bei den Denmark Masters zog sie ins Finale ein, welches sie mit 2:5 gegen Deta Hedman verlor. Bei den Italian Open kam sie ins Finale und behauptete mit diesen Leistungen ihren Top-8-Platz in der WDF-Weltrangliste, welcher ihr einen Platz unter den Gesetzten bei der WDF World Darts Championship 2022 bescherte.
Bei der Weltmeisterschaft gelang es de Graaf dann in ihrem ersten Spiel, die Titelverteidigerin Mikuru Suzuki mit 2:1 zu besiegen. Dieses Spiel war Suzukis erste Niederlage überhaupt bei einer Damen-WM. Im zweiten Spiel schied de Graaf dann allerdings mit 0:2 gegen Beau Greaves aus.
Bei den Dutch Open 2022 erreichte de Graaf im Einzel das Viertelfinale. Im Doppel spielte sie sich zusammen mit Lerena Rietbergen bis ins Finale, welches die beiden mit 4:2 gegen Rhian O’Sullivan und Chris Savvery gewannen. Das Finale der England National Singles verlor de Graaf im Juli daraufhin, ebenfalls gegen Rhian O’Sullivan, mit 1:5. Ein weiteres Halbfinale erreichte de Graaf bei den Swedish Open Ende August. Das damit einhergehende Swedish Masters gewann de Graaf nach einem 5:1-Finalsieg über Paula Jacklin.
Ein weiteres Finale spielte de Graaf bei den British Open Mitte September, welches sie jedoch mit 1:5 gegen Lisa Ashton verlor. Auch beim British Classic, welches am gleichen Wochenende stattfand, unterlag sie Ashton, hier jedoch bereits schon im Halbfinale.
Beim World Masters 2022 erreichte de Graaf die letzten 32. Hier verlor sie jedoch gegen Sharon Straatsma-Pul mit 1:5. Besser lief es bei den am gleichen Wochenende ausgetragenen World Open. Hier zog de Graaf bis ins Finale ein, welches sie gegen Natalie Gilbert gewinnen konnte.
Ende Januar gewann de Graaf die Dutch Open 2023, indem sie sich im Finale gegen die Topfavoritin Beau Greaves mit 5:2 durchsetzte. Ein Halbfinale erreichte sie außerdem Ende April beim Denmark Masters. Mitte August ging de Graaf bei den Australian Darts Open 2023 an den Start. Sie überstand dabei problemlos die Gruppenphase und gewann auch ihr Halbfinale gegen Joanne Hadley mit 6:1. Im Finale unterlag sie jedoch Lisa Ashton mit 4:8.
Ende September nahm de Graaf beim WDF World Cup 2023 in Esbjerg teil. Im Einzel schaffte sie es dabei nur unter die letzten 64. Im Doppel spielten sie und Anca Zijlstra sich bis ins Halbfinale, wo man Beau Greaves und Deta Hedman mit 2:5 unterlag. Das niederländische Team verlor im Achtelfinale mit 7:9 gegen Irland. Anfang Oktober gewann de Graaf, nachdem sie zuvor knapp im Finale der Bruges Open Kirsty Hutchinson unterlegen war, erneut die Belfry Open, ebenfalls gegen Hutchinson im Finale.
Mitte Oktober gewann de Graaf mit den Irish Open ein weiteres Gold-Turnier. Im Finale setzte sie sich hierfür gegen Rhian O’Sullivan mit 5:3 durch. Beim Irish Classic am gleichen Wochenende spielte de Graaf sich außerdem ins Halbfinale.
Bei der WDF World Darts Championship 2023 war de Graaf an Position zwei gesetzt. Sie erreichte hier das Finale, welches sie gegen Beau Greaves mit 1:4 verlor. Bei den Dutch Open 2024 versuchte sie daraufhin ihren Titel zu verteidigen. Im Doppel schaffte sie es dabei an der Seite von Anca Zijlstra bis ins Viertelfinale, wo die beiden knapp den späteren Titelträgerinnen Jo Rolls und Beau Greaves unterlagen. Im Einzel spielte sich de Graaf wie im Vorjahr bis ins Finale, wo es zur Neuauflage des Vorjahresfinales mit Greaves kam. Dieses Mal behielt Greaves die Oberhand und schlug de Graaf 1:5.
Im Februar gewann de Graaf mit einem 5:2-Finalsieg über Lerena Rietbergen das Scottish Classic. Auch bei den Scottish Open schnitt sie gut ab und schied erst im Halbfinale gegen Vicky Pruim aus. Anfang August entschied de Graaf die Belgium Open für sich, indem sie mit 4:1 gegen Anca Zijlstra das Halbfinale für sich entschied und daraufhin mit 5:2 gegen Paula Jacklin im Finale gewann. Beim Swedish Masters Mitte August scheiterte de Graaf im Finale mit 3:5 an Kirsty Hutchinson. Bei der WDF World Darts Championship 2024 gewann die an Position zwei gesetzte de Graaf zunächst gegen Mayumi Ouchi mit 2:0, unterlag dann aber im Viertelfinale gegen Youngster Sophie McKinlay mit 0:2.
Ende Januar 2025 siegte de Graaf bei den Romanian Open gegen Lerena Rietbergen im Halbfinale und strich daraufhin gegen Deta Hedman mit 5:4 den Titel ein. Bei den Dutch Open, wo de Graaf ihren Titel verteidigen durfte, schied sie im Viertelfinale mit 3:4 gegen Rhian O’Sullivan aus. Mitte August stand de Graaf im Finale der Swedish Open, welches sie mit 4:5 gegen Priscilla Steenbergen verlor. Auch beim Swedish Masters verlor de Graaf das Finale, dieses Mal gegen Sophie McKinlay.

## Weltmeisterschaftsresultate

### BDO
- 2014: 1. Runde (1:2-Niederlage gegen  Lisa Ashton)
- 2015: Viertelfinale (1:2-Niederlage gegen  Fallon Sherrock)
- 2016: Halbfinale (1:2-Niederlage gegen  Trina Gulliver)
- 2017: Halbfinale (0:2-Niederlage gegen  Lisa Ashton)
- 2018: Viertelfinale (0:2-Niederlage gegen  Trina Gulliver)
- 2019: Viertelfinale (0:2-Niederlage gegen  Anastassija Dobromyslowa)
- 2020: Viertelfinale (1:2-Niederlage gegen  Beau Greaves)

### WDF
- 2022: Viertelfinale (0:2-Niederlage gegen  Beau Greaves)
- 2023: Finale (1:4-Niederlage gegen  Beau Greaves)
- 2024: Viertelfinale (0:2-Niederlage gegen  Sophie McKinlay)

## Titel

### PDC
- PDC Women’s Series
  - PDC Women’s Series 2024: 14

### BDO
- Majors
  - Finder Darts Masters: (2) 2023, 2017
  - World Masters: (1) 2015
  - BDO World Trophy: (1) 2017
- Weitere
  - Belgium Open: (5) 2014, 2016, 2017, 2019, 2025
  - British Classic: (1) 2017
  - British Pentathlon: (1) 2018
  - Czech Open: (2) 2014, 2015
  - Denmark Open: (3) 2013, 2015, 2018
  - Dutch Open: (2) 2014, 2015
  - FCD Anniversary Open: (3) 2016, 2017, 2019
  - French Classic: (1) 2019
  - German Gold Cup: (43) 2011, 2012, 2013, 2014
  - German Open: (3) 2016, 2018, 2019
  - German Masters: (2) 2016, 2018
  - Hal Open (1): 2015
  - Hungarian Classic: (1) 2018
  - Hungarian Masters: (2) 2017, 2018
  - Isle of Man Open: (1) 2015
  - Italian Grand Masters: (2) 2016, 2018
  - Italian Open: (2) 2018, 2019
  - Latvian Open: (1) 2018
  - Luxembourg Masters: (1) 2019
  - Luxembourg Open: (3) 2011, 2014, 2019
  - Munsterland Trophy: (1) 2015
  - Polish Masters: (1) 2014
  - Polish Open: (2) 2014, 2017
  - Romanian Open: (1) 2019
  - Spring Cup: (1) 2012
  - SunParcs Masters: (2) 2012, 2014
  - Swedish Classic: (1) 2016
  - Swiss Open: (1) 2014
  - Turkish Masters: (3) 2016, 2017, 2018
  - Turkish Open: (2) 2016, 2017
  - Welsh Open: (1) 2013

### WDF
- Platin-Turniere
  - Dutch Open: (2) 2020, 2023
- Silber-Turniere
  - Swedish Masters: (1) 2022
  - Bruges Open: (1) 2022
  - Belfry Open: (3) 2022, 2023, 2024
  - World Open: (1) 2022
  - Scottish Classic: (1) 2024
  - Belgium Open: (1) 2024
  - Romanian Open: (1) 2025
- Bronze-Turniere
  - Catalonia Open: (1) 2021
  - FCD Anniversary Open: (1) 2021
- Cups
  - WDF World Cup Teams: (1) 2017
  - WDF World CUp Overall: (1) 2017
- Sonstige
  - French Classic: (1) 2019